# 牛ノ峯
牛ノ峯（うしのみね）は、愛媛県伊予市と喜多郡内子町にまたがる出石山地に属する標高895.7メートルの山である。
起伏に乏しく遠方から仰ぐと海岸に寝そべった牛の背のようにのんびりした山容が山名の由来かもしれない。頂上から1.2km西方の内子側の尾根に地蔵堂があり、さらに尾根を越え少し下った双海側にも地蔵堂がある。伝説で、地蔵尊は千蔵院なる山伏に海中から引き揚げられたもので、「山頂に祀るべし」とのお告げを受け祀られたと云われており、庶民信仰の山として崇められてきた。ただ、どちらの地蔵堂に祀られているかは定かでない。
内子町の石畳地区に屋根付き橋で池を渡った先に弓削神社のある観光スポットがあり、そのすぐ先を左折して入る林道石畳上灘線で頂上近くまで行けるが、頂上からは展望はきかない。でも、双海側の地蔵堂からすぐ北東に出たところからは瀬戸内海が一望できる。

## ギャラリー

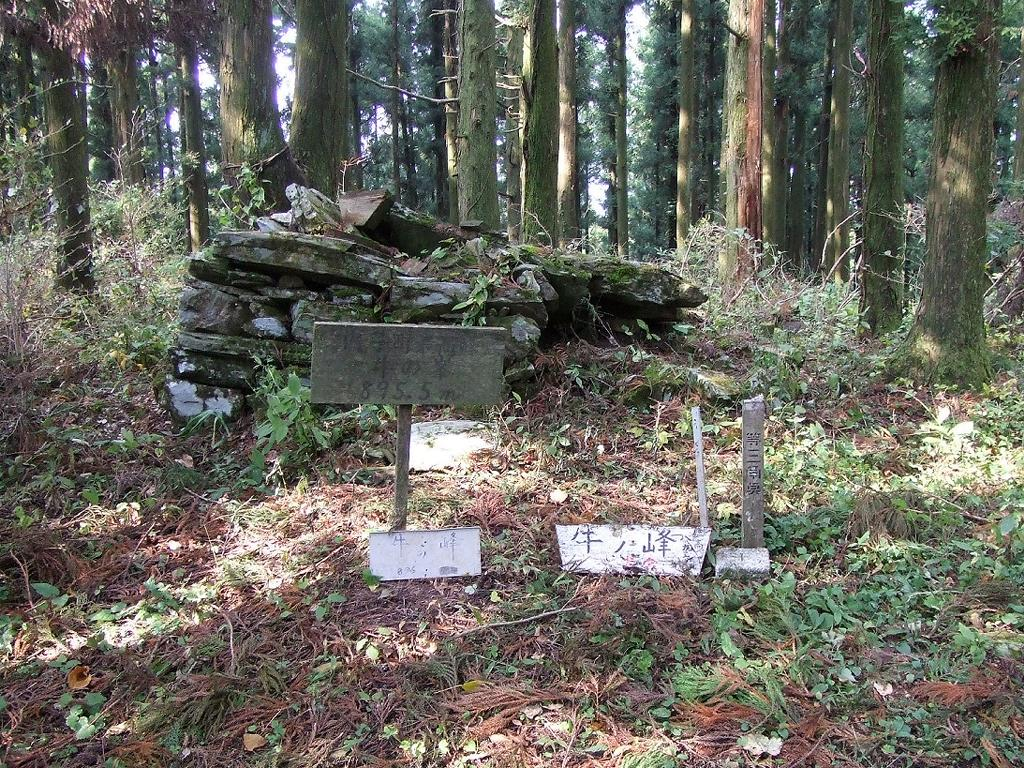
頂上
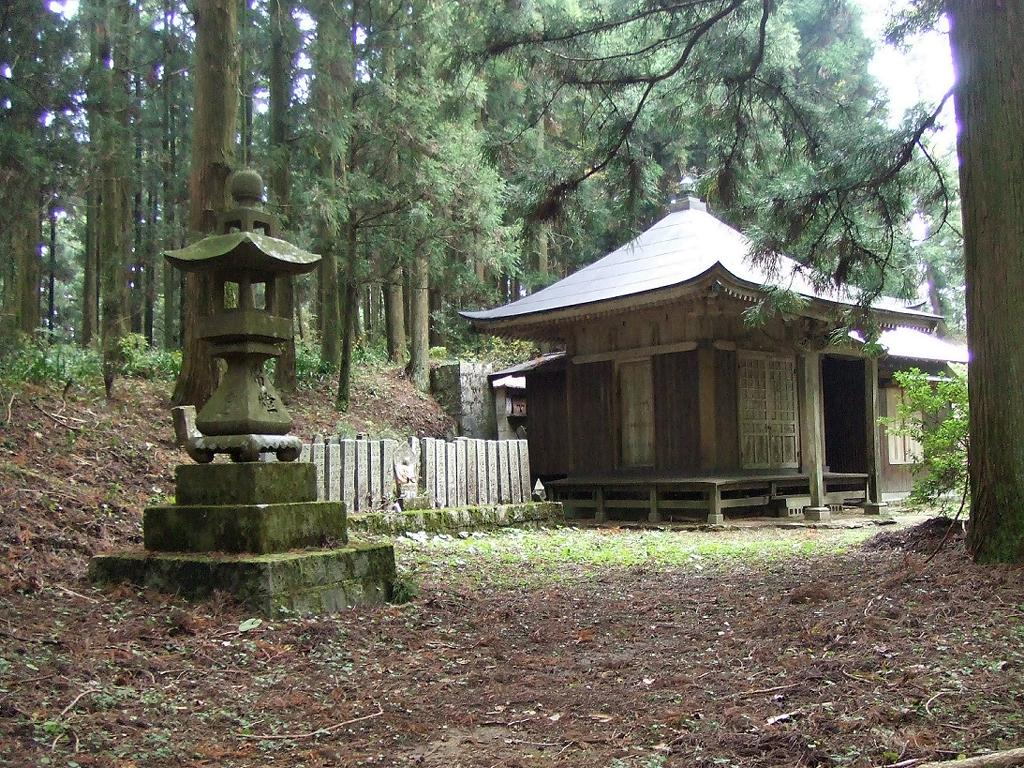
内子側の地蔵堂
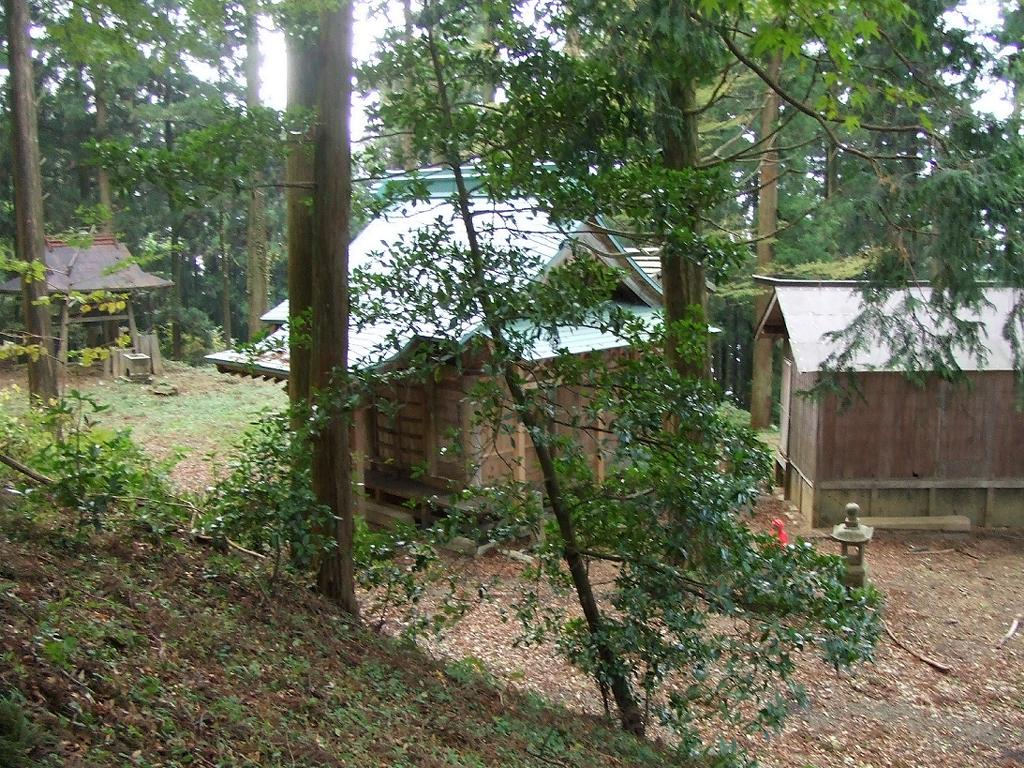
双海側の地蔵堂
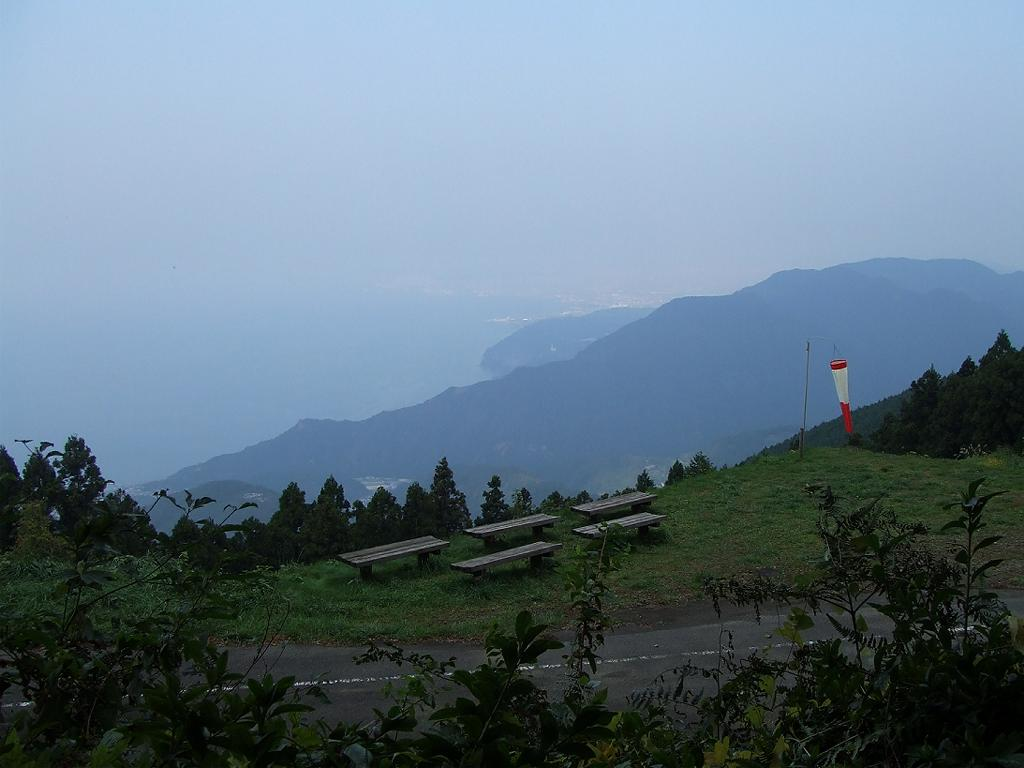
双海側の地蔵堂の近くから海が